# 美国陆军预备军官训练团第3旅
美国陆军预备军官训练团第3旅（英語：3rd Reserve Officers' Training Corps Brigade），昵称黑鹰旅，总部位于伊利诺伊州的大湖海军基地，负责管辖北达科他、南达科他、内布拉斯加、堪萨斯、明尼苏达、艾奥瓦、威斯康星、伊利诺伊、密苏里州和密歇根上半岛各大学的陆军预备军官训练团。

## 参考资料

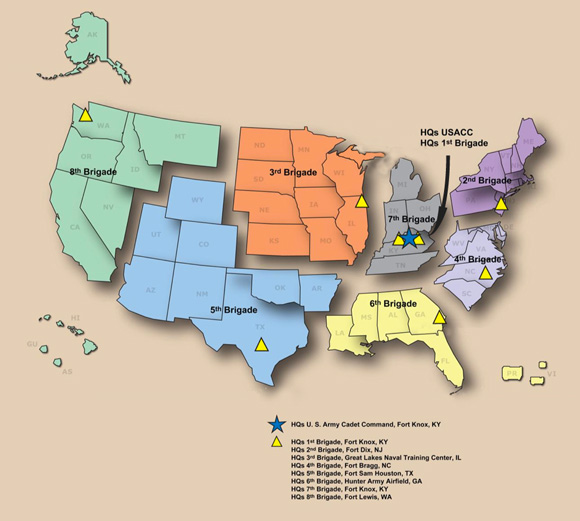
陆军预备军官训练团各旅分布图